# SteamWorld Dig
SteamWorld Dig (também conhecido como SteamWorld Dig: A Fistful of Dirt) é um jogo eletrônico de ação e aventura e plataforma desenvolvido e publicado pelo estúdio sueco Image & Form. Nesse segundo jogo da série SteamWorld e sucessor de SteamWorld Tower Defense, o jogador controla Rusty, um robô a vapor que chega a uma pequena cidade de mineração no faroeste chamada Tumbleton depois de receber a escritura de uma mina de seu tio distante, Joe. O objetivo do jogo é escavar pela mina de Tumbleton, o que também envolve solucionar quebra-cabeças e pular entre plataformas para evitar armadilhas e inimigos. Um sucessor, SteamWorld Heist, foi lançado em dezembro de 2015. Uma sequência, SteamWorld Dig 2, foi lançada em setembro de 2017.
O jogo foi inicialmente lançado na Nintendo eShop para Nintendo 3DS na Europa e Austrália em 7 de agosto de 2013, na América do Norte em 8 de agosto de 2013 e no Japão em 20 de novembro de 2013. Mais tarde, SteamWorld Dig foi lançado em 5 de dezembro de 2013 para Microsoft Windows, OS X e Linux pela Steam, em 18 de março de 2014 na América do Norte, 19 de março de 2014 na Europa e 3 de dezembro de 2014 para PlayStation 4 e PlayStation Vita, em 28 de agosto na América do Norte e Europa e em 17 de dezembro de 2014 no Japão para Wii U, em 5 de junho de 2015 para Xbox One e em 1 de fevereiro na América do Norte e Europa e 5 de julho de 2018 no Japão para Nintendo Switch. Ele também foi lançado no serviço de jogo em nuvem Stadia em 10 de março de 2020.

## Jogabilidade
SteamWorld Dig é um jogo de plataforma em 2D que gira em torno de minerar por recursos e minérios. O objetivo do jogo é investigar as minas no subsolo da antiga cidade de faroeste de Tumbleton para descobrir seus secretos ocultos. O jogador controla Rusty, um robô a vapor equipado apenas com uma picareta, mas que pode ganhar acesso a uma variedade de ferramentas, como uma furadeira e dinamite. O jogador pode aprimorar as ferramentas usadas para escavar ao longo da progressão do jogo. Além de vida, o jogador também precisa de carvão para iluminação e água para habilidades especiais.
SteamWorld Dig tem elementos de plataforma quando o jogador corre, pula e encontra inimigos, mas a mecânica principal é a mineração. Isso significa que o jogador constrói – ou desconstrói – o mundo do jogo e cria plataformas dessa forma. O jogador coleta minérios e recursos que podem ser trazidos de volta à superfície e trocados por dinheiro. Quando o jogador progride no jogo, novas habilidades são desbloqueadas. A cada jogo, as minas são randomizadas, fazendo com que itens e tesouro apareçam em diferentes locais. Se o jogador ficar preso, há uma função de autodestruição, mas o jogador também pode comprar escadas na loja na superfície para sair de situações difíceis.
Enquanto vai mais ao fundo da caverna, o jogador encontra diversos inimigos com diferentes padrões de ataque e pontos fracos. O jogo inclui vários mundos subterrâneos, cada um com um ambiente totalmente diferente. A morte leva a uma taxa extra de reparação de metade do dinheiro possuído pelo personagem, e o jogador renasce na superfície. Todos os recursos acumulados pelo jogador ficam no local da morte e podem ser recolhidos novamente.

## Recepção
SteamWorld Dig recebeu "críticas geralmente favoráveis" para todas as suas versões segundo o agregador de críticas Metacritic, com uma média acumulada de 83 de 100 para Wii U e Xbox One, 82 de 100 para Nintendo 3DS e PlayStation 4, 76 de 100 para PC e 75 de 100 para Nintendo Switch. A Pocket Gamer deu ao jogo a nota máxima, dizendo que "SteamWorld Dig é um jogo fenomenal, com camada sobre camada de jogabilidade notável a ser encontrada." A IGN gostou de suas mecânicas de jogabilidade e atmosfera cativante e deu ao jogo uma nota de 9,5 de 10. A Nintendo World Report deu uma nota de 9 de 10 dizendo que "SteamWorld Dig é um jogo refrescante para a Nintendo eShop e um dos melhores jogos digitais disponíveis no Nintendo 3DS."
A IGN indicou SteamWorld Dig para o Black Beta Select Awards 2013 nas categorias "Melhor Jogo Original", "Melhor Jogo Independente", "Melhor Jogo Portátil/Mobile" e "Jogo do Ano", enquanto Christian Nutt da Gamasutra o escolheu como um dos 5 melhores jogos de 2013. Na Eurogamer, SteamWorld Dig foi indicado para os 50 melhores jogos dos leitores.
Segundo dados vazados da Steam em 2018, SteamWorld Dig tinha vendido 367.286 cópias na plataforma digital até 1 de julho de 2018.

## Legado
Depois do lançamento do jogo, a Image & Form começou o desenvolvimento de um jogo no mesmo universo de SteamWorld Dig, mas não uma sequência nem um jogo do mesmo gênero. Esse jogo seria mais tarde revelado como SteamWorld Heist, lançado primeiramente para Nintendo 3DS em dezembro de 2015. Em fevereiro de 2017, a Image & Form anunciou SteamWorld Dig 2 para o Nintendo Switch, uma sequência direta de SteamWorld Dig que mantém suas mecânicas de jogabilidade, mas agora tem como protagonista Dorothy, uma das residentes de Tumbleton, ao invés de Rusty.
Rusty será um dos personagens jogáveis no futuro jogo de estratégia em tempo real da Prismatic Games para PC, Hex Heroes, mas seu desenvolvimento não tem relação com a Image & Form.